# Rafael Hinojosa i Lucena
Rafael Hinojosa i Lucena (Cabra, Còrdova, 1939) és un director comercial i polític català d'origen andalús.

## Trajectòria
Fill d'immigrants andalusos establerts al Somorrostro, des del 10 anys compaginà la feina en una fàbrica de vidre a les Corts amb l'estudi amb els caputxins de Sarrià. Contactà amb Josep Castaño i Colomer i va entrar a la Joventut Obrera d'Acció Catòlica (JOAC) del Somorrostro el 1951. El 1957 fou el cap de la secció catalana de la Joventut Obrera Cristiana (JOC), i durant els anys seixanta contactà amb gent del Moviment Socialista de Catalunya i amb la Unió Sindical Obrera, alhora que col·laborà en la fundació de l'editorial Nova Terra.
A finals dels anys setanta s'afilià a Convergència Democràtica de Catalunya, on fou encarregat de política sindical i intentà la creació d'un sindicat catalanista. Fou elegit diputat per la província de Barcelona a les eleccions generals espanyoles de 1986, 1989 i 1993 i a les eleccions al Parlament de Catalunya de 1995 i 1999. Del 2002 al 2006 fou president del Consell de Treball, Econòmic i Social de Catalunya.

## Obres
- La JOC entre l'Església i el món obrer (1998)